# NGC 3188
NGC 3188 ist eine Balken-Spiralgalaxie vom Hubble-Typ SBab im Sternbild Großer Bär. Sie ist schätzungsweise 353 Millionen Lichtjahre von der Milchstraße entfernt.
Das Objekt wurde am 8. April 1793 von Wilhelm Herschel entdeckt.